# 戴宜庭
戴宜庭（1995年11月12日—）是臺灣女子籃球運動員，現效力於台電女籃。戴宜庭就讀國小時是打手球，升上國中時因為父親的建議改打籃球而進入海山國中，開始接受正規籃球訓練，擁有U16國手資歷，國中畢業後南下就讀永仁高中，高一時永仁只有六位球員可以報名HBL，戴宜庭與其他五位成為「六金釵」，大學到中國文化大學就讀。

## 外部連結
- 戴宜庭在Eurobasket.com（球員）（英语）
- 戴宜庭在Eurobasket.com（球員）（英语）